# Montardo
El Montardo o Montardo d'Aran és un pic dels Pirineus centrals, a la comarca de la Vall d'Aran. Té una alçada de 2.833,2 metres i per la seva vistositat i situació és una de les muntanyes més conegudes d'aquella comarca i de tot el Pirineu. Freqüentment és anomenat també Montarto.

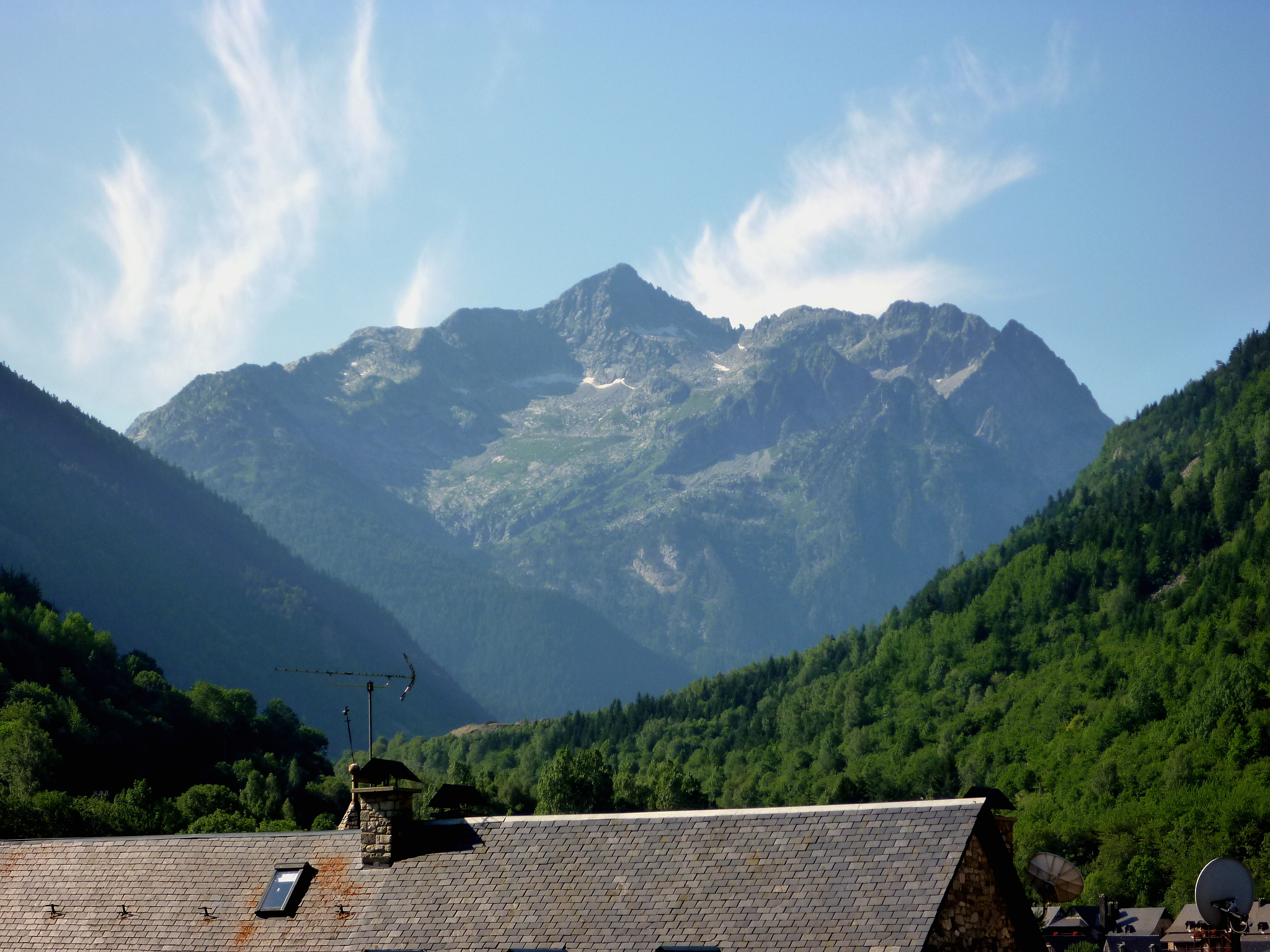
El Montardo des d'Arties

Aquest cim està inclòs al llistat dels 100 cims de la FEEC.
Tot i l'austeritat del seu aspecte quan es mira des del riu de Valarties, és un cim que té una ascensió fàcil des del vessant sud. És per això que no es coneixen dades sobre la seva primera ascensió, ja que, tot i el fort pendent dels seus darrers cent metres, el cim és fàcilment accessible per un seguit de tarteres i pendents herbosos.
Als mesos d'estiu és assolit per nombrosos aficionats. Hi ha dos refugis (el de Ventosa i Calvell, a la vall de Boí, i el de la Restanca, al capdamunt del Valarties), amb tots els serveis que hi faciliten l'estada.
A l'hivern, és també destinació de nombroses ascensions amb esquí de muntanya. Els descensos es fan gairebé sempre per la mateixa via de pujada (la Restanca), encara que n'existeixen itineraris –més difícils– per la vall de Rencules. També és molt difícil –a més de perillós– l'itinerari que remunta la cara nord per l'Ombrer deth Montardo.
Per la seva posició, una mica desplaçada de l'eix axial, és un mirador circular, esplèndid punt de vista de tota la Vall d'Aran. Per aquesta mateixa raó, és molt coneguda la seva imatge des del Pla de Beret o des del poble d'Arties, al municipi de Naut Aran.

## Ruta normal
Des del refugi Joan Ventosa i Calvell (2.200 m), cal anar cap als estanys de Travessany sempre en direcció nord fins a arribar a l'estany de Monges (2.410 m). Seguint la mateixa direcció, s'ataca directament el cim pel seu vessant sud fins a arribar al Cap de la Serra (2.781 m). Passarem pel coll del Montardo (2.729 m) i sense cap dificultat al cim sense problemes. Calen unes dues hores per superar els 600 metres de desnivell que hi ha des del refugi.